# Agnolo Gaddi

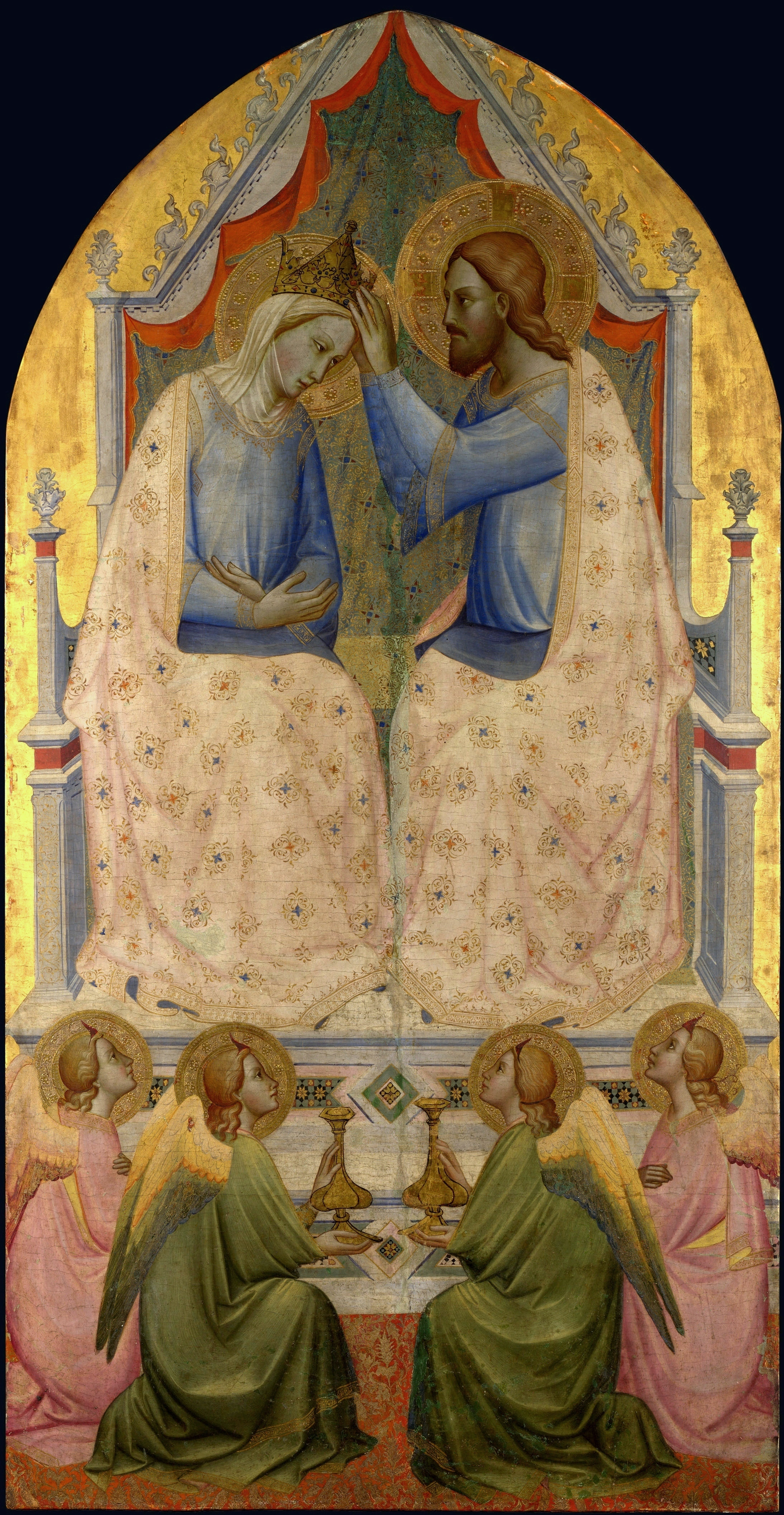
Koronacja Dziewicy (ok. 1380), National Gallery w Londynie

Agnolo Gaddi (ur. ok. 1350, zm. 16 października 1396 we Florencji) – włoski malarz.
Był synem i uczniem Taddeo Gaddiego, współpracownika Giotta. W 1369 roku zaczął pracować w Rzymie jako pomocnik swojego brata Giovanniego. Razem wykonywali m.in. freski dla papieża Urbana V w Watykanie. 
Około 1380 roku wykonał na chórze kościoła Santa Croce serię fresków przedstawiających Legendę Prawdziwego Krzyża. W latach 1383–86 projektował medaliony przedstawiające uosobienia cnót w Loggia dei Lanzi we Florencji.